# Zaifeng

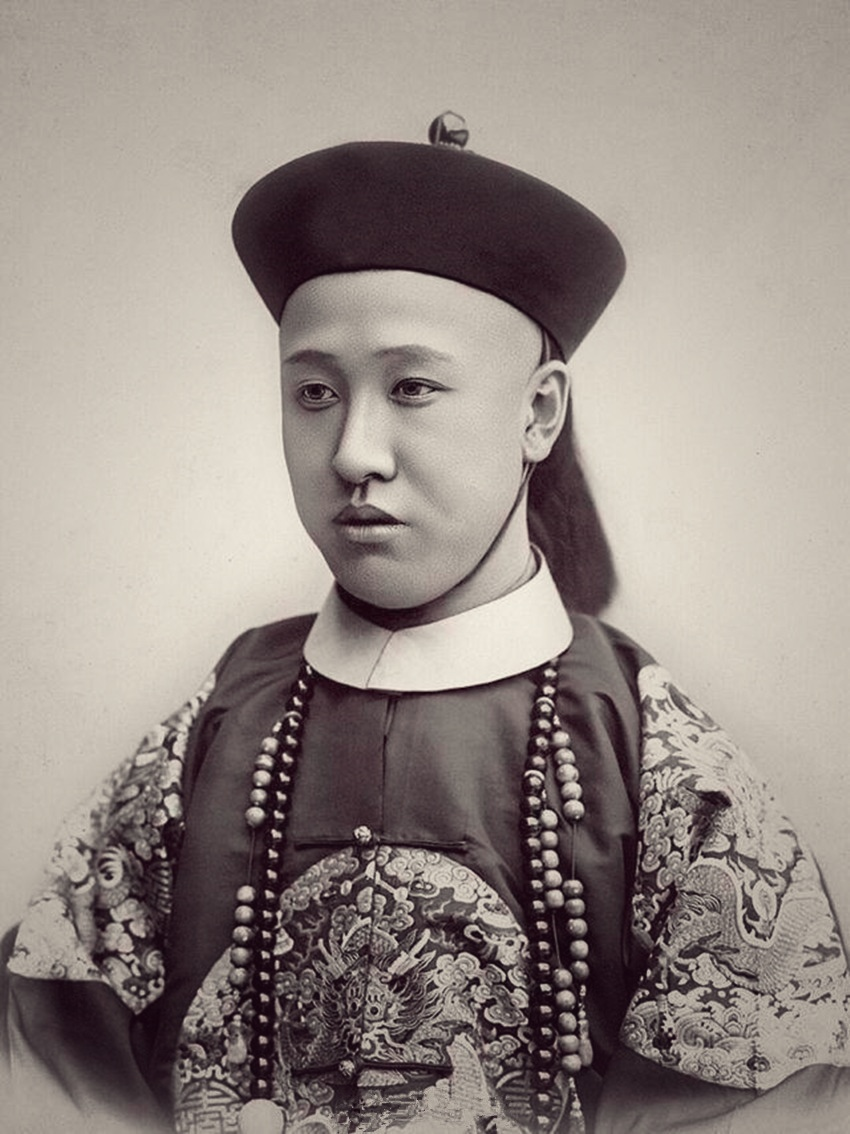
Aisin Gioro Zaifeng

Aisin Gioro Zaifeng (Hanyu pinyin: Aìxīnjuéluó Zaifeng, Peking, 12 februari 1883 - aldaar, 3 februari 1951), formeel prins Chun van de eerste rang (醇亲王), was een Mantsjoe-prins ten tijde van de Qing-dynastie. 
Zaifeng was de jongere halfbroer van keizer Guangxu. Hij was de vader van Puyi, de laatste Qing-keizer, en diende als prins-regent tijdens zijn zoons regeerperiode van 1908 to 1911. 

## Jeugd
Zaifeng werd op 12 februari 1883 in Peking geboren als vijfde zoon van Yixuan, prins Chun. Hij was de tweede van Yixuans zonen die de volwassenheid wist te behalen, de rest van zijn broers stierven in hun kindertijd. Zaifengs moeder was Lingiya, een Han-Chinese van geboorte. Na de dood van keizer Tongzhi in 1875 werd Zaifengs oudere halfbroer prins Zaitian door de keizerin-weduwes Cixi en Ci'an tot opvolger benoemd. Zaitian werd keizer van China onder de naam Guanxu. Zaifengs vader Yixuan kreeg als vader van de keizer een hogere rang aan het hof. 
Na de dood van Yixuan in januari 1891 erft de achtjarige Zaifeng de titel 'Prins Chun van de Eerste Rang'. In 1900 tijdens de Bokseropstand toen Westerse troepen Peking bezetten, pleegde Zaifengs verloofde zelfmoord uit angst te worden onteerd door buitenlandse indringers.
- International Standard Name Identifier: 0000 0000 6375 7511
- KulturNav: f8893bd4-e87b-4340-bad4-d7c357b099a5
- Library of Congress Control Number: n88298187
- Trove: 1376586
- Virtual International Authority File: 36025559
- WorldCat: E39PBJkTccxHQ79FQ3VVVGRR8C